# Ognorhynchus icterotis
Il pappagallo guancegialle (Ognorhynchus icterotis Massena & Souancé, 1854) è un uccello della famiglia degli Psittacidi. È l'unica specie del genere Ognorhynchus Bonaparte, 1857.

## Descrizione
Pappagallo di buona taglia, attorno ai 42 cm, con parti superiori verdi e parti inferiori giallognole verdastre, presenta fronte, guance e zona periauricolare giallo intensa, sottocoda rossastro, anello perioftalmico chiaro, iride arancio, becco nero e zampe grigie rosate.

## Biologia
In genere costruisce il nido nella cavità di una palma a 20-25 metri di altezza. Si presume che il periodo riproduttivo vada da marzo a maggio, ma la scarsità di avvistamenti permette solo di formulare ipotesi.

## Distribuzione e habitat
Abita solo una parte di Cordigliera delle Ande, tra Colombia ed Ecuador, dove è ormai rarissimo; praticamente sconosciuto in cattività, è in via di estinzione a causa della distruzione del suo habitat.
Ha un habitat ristretto, nelle zone subtropicali temperate a quote comprese tra i 2.500 e i 3.200 metri, soprattutto in presenza della palma Ceroxylon quindiuense, che gli fornisce cibo e possibilità di nidificare.